# Seligmann Kantor
Seligmann Kantor (6 de diciembre de 1857 - 21 de marzo de 1903) fue un matemático de habla alemana nacido en Bohemia (entonces en el Imperio austrohúngaro) de origen judío. Es conocido por la configuración de Möbius-Kantor y el grafo de Möbius-Kantor.

## Semblanza
Kantor estudió matemáticas y física en la Universidad Técnica de Viena, y posteriormente estudió en 1878 en Roma con Luigi Cremona, en Estrasburgo y más adelante en 1880 en París. En 1881 recibió su habilitación en la K. K. Deutsche Technische Hochschule (DTH) en Praga. Fue nombrado allí en 1883 Privatdozent para matemáticas y continuó en ese puesto académico hasta 1888. Fue considerado para una cátedra en Viena, pero la agitación política antisemita impidió su nombramiento.

La atmósfera que rodeaba el nombramiento de profesores judíos siguió siendo opresiva durante el período posterior a 1867, y la visibilidad de las opiniones antisemitas aumentó después de 1890. ... En la década de 1880, el matemático Seligmann Kantor fue víctima de asaltos callejeros, lo que llevó a la facultad a considerarlo un candidato inapropiado para una cátedra. ... Poco después, Kantor se mudó a Italia. El nombramiento de eruditos judíos para cátedras también provocó protestas estudiantiles. En Viena la prensa protestó por el nombramiento de Emil Zuckerkandl y Julius Tandler. ...

## Publicaciones seleccionadas
- Kantor, Seligmann (July 1880). «Wie viele cyclische Gruppen gibt es in einer quadratischen Transformation der Ebene?». Annali di Matematica Pura ed Applicata 10 (1): 64-70. ISSN 0373-3114. S2CID 119564670. doi:10.1007/BF02420161.
- Kantor, Seligmann (1897). «Theorie der Transformationen Im R3, welche keine Fundamentalcurven 1. Art besitzen und ihrer endlichen gruppen». Acta Mathematica 21: 1-78. S2CID 121708179. doi:10.1007/BF02417975.